# Maria d'Àustria i de Portugal
Maria d'Àustria i de Portugal o Maria d'Espanya (Madrid, Corona de Castella 1528 - 1603) fou una infanta de Castella i Aragó amb el tractament d'altesa reial que es casà amb l'emperador Maximilià II, emperador romanogermànic.

## Orígens familiars
Nascuda a Madrid, el 21 de juny de l'any 1528, era la filla primogènita del rei Carles I d'Espanya i de la infanta Isabel de Portugal. Maria era neta per via paterna de l'arxiduc Felip d'Àustria i de la reina Joana I de Castella i per via materna del rei Manuel I de Portugal i de la princesa Maria d'Aragó.

## Regnat
Es casà a Valladolid el 13 de setembre de 1548 amb l'arxiduc i futur emperador Maximilià II del Sacre Imperi Romanogermànic, fill de Ferran I, emperador romanogermànic i de la princesa Anna d'Hongria. Durant l'absència del seu i del seu germà, Maria i Maximilià es van fer càrrec de la regència dels regnes peninsulars entre 1548 i 1551.
El 1549 la parella va rebre el títol honorífic de reis de Bohèmia i a finals de maig de 1552 es va instal·lar a Viena. La infanta Maria exercí una importantíssima influència política no tan sols sobre el seu espòs sinó també, i molt especialment, sobre els seus fills. Educada en una radical fe catòlica, la infanta no tolerà certs sectors reformistes en el si d'Àustria i molt menys les voluntats obertes que molts príncep alemanys manifestaven entorn del reformisme.
Maria tingué un paper fonamental en la conservació d'Àustria al costat del catolicisme i tingué, sempre, una presència més que significativa sobre les obres de govern dels seus dos fills emperador: Rodolf II, emperador romanogermànic i Mateu I, emperador romanogermànic.

## Retorn a Espanya
A la mort del seu marit, l'any 1576 es traslladà a viure a la cort espanyola del seu germà, el rei Felip II d'Espanya. Maria mostrà sempre la seva felicitat de tornar a viure a un país exclusivament catòlic. L'emperadriu morí el dia 26 de febrer de l'any 1603 a l'edat de 75 anys.

## Descendència
Del matrimoni amb Maximilià II van néixer setze fills, vuit dels quals van morir prematurament:
- Anna (1549-1580), reina consort d'Espanya.
- Ferran (1551-1552).
- Rodolf (1552-1612), emperador romanogermànic.
- Ernest (1553-1595), governador dels Països Baixos.
- Elisabet (1554-1592), reina consort de França.
- Maria (1555-1556).
- Maties (1557-1619), emperador romanogermànic.
- Maximilià (1558-1618), Gran Mestre de l'Orde Teutònic i administrador de Prússia.
- Albert (1559-1618), governador dels Països Baixos.
- Venceslau (1561-1578).
- Frederic (1562-1563).
- Maria (1564-1565).
- Carles (1565-1566).
- Margarida (1567-1633), religiosa de les Descalces Reials.
- Elionor (1568-1580).